# Condado de Prince William
El condado de Prince William (en inglés: Prince William County), fundado en 1731, es uno de 95 condados del estado estadounidense de Virginia. En el año 2009, el condado tenía una población de 394,370 habitantes y una densidad poblacional de 321 personas por km². La sede del condado es Manassas.

## Geografía
Según la Oficina del Censo, el condado tiene un área total de 901 km² (347,9 mi²), de la cual 875 km² (337,8 mi²) es tierra y 28 km² (10,8 mi²) (3.04%) es agua.

### Condados adyacentes
- Condado de Loudoun (noroeste)
- Condado de Fairfax (norte-este)
- Condado de Charles (Maryland) (sureste)
- Condado de Stafford (sur)
- Condado de Fauquier (oeste)
- Manassas (centro, enclave)
- Manassas Park (centro, enclave)

## Demografía
Según la Oficina del Censo en 2000, los ingresos medios por hogar en el condado eran de $65,960, y los ingresos medios por familia eran $71,622. Los hombres tenían unos ingresos medios de $45,595 frente a los $34,286 para las mujeres. La renta per cápita para el condado era de $25,641. Alrededor del 4.40% de la población estaban por debajo del umbral de pobreza.

## Transporte

### Aeropuertos
- Aeropuerto Internacional Washington Dulles
- Aeropuerto Nacional Ronald Reagan de Washington
- Aeropuerto de Manassas
- Aeropuerto Regional de Stafford

### Principales carreteras
- Interestatal 66
- Interestatal 95
- U.S. 1
- U.S. Route 15
- U.S. Route 29
- Ruta Estatal de Virginia 28
- Ruta Estatal de Virginia 55
- Ruta Estatal de Virginia 123
- Ruta Estatal de Virginia 215
- Ruta Estatal de Virginia 234
- Prince William Parkway

## Localidades
| - Dumfries - Haymarket | - Occoquan - Quantico |

### Comunidades no incorporadas
| - Aden - Antioch - Bethel - Brentsville - Bristow - Buckhall | - Buckland - Bull Run - Canova - Catharpin - Cherry Hill - Cornwell - Dale City | - Featherstone - Gainesville - Greenwich - Hoadly - Independent Hill - Lake Ridge - Linton Hall | - Loch Lomond - Montclair - Nokesville - Quantico Station - Rixlew - Southbridge - Sudley | - Sudley Springs - Thoroughfare - Triangle - Wellington - West Gate - Woodbridge - Yorkshire |

### Comunidades y pueblos extintos
| - Agnewville - Batestown - Groveton - Hickory Grove - Hickory Ridge - Joplin | - Kopp - Minnieville - Pamacocack - Woolsey |